# Класс точности
Класс точности — обобщённая характеристика средств измерений, определяемая пределами допускаемых основных и дополнительных погрешностей, а также рядом других свойств, влияющих на точность осуществляемых с их помощью измерений.
Погрешность может нормироваться, в частности, по отношению к:
- результату измерения (по относительной погрешности)

в этом случае, по ГОСТ 8.401-80, цифровое обозначение класса точности (в процентах) заключается в кружок.
- длине (верхнему пределу) шкалы измерительного прибора (по приведенной погрешности).

Для стрелочных приборов принято указывать класс точности, записываемый в виде числа, например, 0,05 или 4,0. Это число дает максимально возможную погрешность прибора, выраженную в процентах от наибольшего значения величины, измеряемой в данном диапазоне работы прибора. Так, для вольтметра, работающего в диапазоне измерений 0—30 В, класс точности 1,0 определяет, что указанная погрешность при положении стрелки в любом месте шкалы не превышает 0,3 В. 
Относительная погрешность результата, полученного с помощью указанного вольтметра, зависит от значения измеряемого напряжения, становясь недопустимо высокой для малых напряжений. При измерении напряжения 0,5 В погрешность составит 60 %. Как следствие, такой прибор не годится для исследования процессов, в которых напряжение меняется на 0,1—0,5 В.
Обычно цена наименьшего деления шкалы стрелочного прибора согласована с погрешностью самого прибора. Если класс точности используемого прибора неизвестен, за погрешность s прибора всегда принимают половину цены его наименьшего деления. Понятно, что при считывании показаний со шкалы нецелесообразно стараться определить доли деления, так как результат измерения от этого не станет точнее.
Следует иметь в виду, что понятие класса точности встречается в различных областях техники. Так, в станкостроении имеется понятие класса точности металлорежущего станка, класса точности электроэрозионных станков (по ГОСТ 20551).
Обозначения класса точности могут иметь вид заглавных букв латинского алфавита, римских цифр и арабских цифр с добавлением условных знаков. Если класс точности обозначается латинскими буквами, то класс точности определяется пределами абсолютной погрешности. Если класс точности обозначается арабскими цифрами без условных знаков, то класс точности определяется пределами приведённой погрешности и в качестве нормирующего значения используется наибольший по модулю из пределов измерений. Если класс точности обозначается арабскими цифрами с галочкой, то класс точности определяется пределами приведённой погрешности, но в качестве нормирующего значения используется длина шкалы. Если класс точности обозначается римскими цифрами, то класс точности определяется пределами относительной погрешности.
Аппараты с классом точности 0,5 (0,2) проходят метрологические испытания с 5 % загрузки, а 0,5s (0,2s) уже с 1 % загрузки.